# Midlands sista strid
Midlands sista strid är en fantasyroman av den amerikanske författaren Terry Goodkind. Romanen utgör den andra halvan av ursprungsverket Confessor samt den tjugofemte och sista delen i bokserien Sanningens svärd.